# Great Givendale with Grimthorpe
Great Givendale with Grimthorpe var en civil parish fram till 1935 då den blev en del av Millington, i grevskapet East Riding of Yorkshire, i England. Civil parish var belägen 5 km från Pocklington och hade 55 invånare år 1931.